# Marcel Koller
Marcel Koller (Zürich, 11 november 1960) is een Zwitsers voetbaltrainer en voormalig voetballer, die gedurende zijn carrière vooral op het middenveld speelde.

## Spelerscarrière

### Grasshopper Zürich
In 1972 maakte de jonge Marcel Koller de overstap naar Grasshopper Zürich. In het seizoen 1978/79 maakte de toen 18-jarige middenvelder onder hoofdtrainer Helmuth Johannsen zijn debuut in het eerste elftal.
In het seizoen 1981/82 groeide hij onder coach Timo Konietzka uit tot een titularis. Dat seizoen veroverde Grasshopper Zürich ook de landstitel. Een jaar later won de Zwitserse club de dubbel. In 1984 werden Koller en zijn ploeggenoten voor het derde jaar op rij kampioen.
Ook in de daaropvolgende jaren bleef Koller, die ook de aanvoerdersband kreeg, prijzen veroveren. Aan het einde van de jaren 1980 veroverde hij drie keer op rij de beker. In zowel 1990 als 1991 werd Grasshopper Zürich opnieuw kampioen.
Koller bleef uiteindelijk tot midden jaren 1990 voetballen. Aan het einde van zijn carrière won hij nog twee landstitels met zijn club. Hij speelde in totaal 428 competitiewedstrijden voor de Grasshoppers.

### Nationale ploeg
In 1982 brak Koller door bij Grasshopper Zürich en werd hij bijgevolg voor het eerst geselecteerd voor het Zwitserland. Het was toenmalig bondscoach Paul Wolfisberg die hem op 9 maart 1982 zijn eerste speelminuten bij de nationale ploeg gunde. Hij mocht toen meespelen in een vriendschappelijk duel tegen Liechtenstein, dat uiteindelijk met 0-1 gewonnen werd.
In 1994 mocht Zwitserland deelnemen aan het WK in de Verenigde Staten. Koller werd toen door bondscoach Roy Hodgson niet geselecteerd voor het eindtoernooi.
Twee jaar later mocht hij van bondscoach Artur Jorge wel deelnemen aan Euro '96. Met zijn 35 jaar was hij een van de oudste spelers op het EK. Zwitserland werd in de groepsfase uitgeschakeld. Koller mocht in het gelijkspel tegen Engeland (1-1) na 71 minuten invallen voor aanvoerder Alain Geiger. In de nederlaag tegen Schotland (1-0) startte hij in de basis, maar werd hij tijdens de rust vervangen door Raphael Wicky. Het was Kollers laatste interland voor Zwitserland.

## Trainerscarrière
Koller werd op 4 oktober 2011 benoemd tot bondscoach van Oostenrijk, als opvolger van Dietmar Constantini. In zijn eerste wedstrijd als technisch eindverantwoordelijke leed Koller een nederlaag: Oostenrijk verloor op 15 november 2011 in Lviv met 2–1 van Oekraïne. Het betrof een vriendschappelijk duel, waarin doelman Robert Almer (TSV Fortuna Düsseldorf) zijn debuut mocht maken voor Oostenrijk. Met Oostenrijk kwalificeerde Koller zich in september 2015 voor het Europees kampioenschap 2016 in Frankrijk; niet eerder plaatste het land zich voor een interlandtoernooi. Oostenrijk werd uitgeschakeld in de groepsfase na nederlagen tegen Hongarije (0–2) en IJsland (1–2) en een gelijkspel tegen Portugal (0–0).
| Interlands Oostenrijk onder leiding van Marcel Koller | Interlands Oostenrijk onder leiding van Marcel Koller | Interlands Oostenrijk onder leiding van Marcel Koller | Interlands Oostenrijk onder leiding van Marcel Koller | Interlands Oostenrijk onder leiding van Marcel Koller |
| №                                                     | Datum                                                 | Wedstrijd                                             | Uitslag                                               | Competitie                                            |
| ----------------------------------------------------- | ----------------------------------------------------- | ----------------------------------------------------- | ----------------------------------------------------- | ----------------------------------------------------- |
| 1                                                     | 15 november 2011                                      | Oekraïne – Oostenrijk                                 | 2 – 1                                                 | Oefeninterland                                        |
| 2                                                     | 29 februari 2012                                      | Oostenrijk – Finland                                  | 3 – 1                                                 | Oefeninterland                                        |
| 3                                                     | 1 juni 2012                                           | Oostenrijk – Oekraïne                                 | 3 – 2                                                 | Oefeninterland                                        |
| 4                                                     | 5 juni 2012                                           | Oostenrijk – Roemenië                                 | 0 – 0                                                 | Oefeninterland                                        |
| 5                                                     | 15 augustus 2012                                      | Oostenrijk – Turkije                                  | 2 – 0                                                 | Oefeninterland                                        |
| 6                                                     | 11 september 2012                                     | Oostenrijk – Duitsland                                | 1 – 2                                                 | WK-kwalificatie                                       |
| 7                                                     | 12 oktober 2012                                       | Kazachstan – Oostenrijk                               | 0 – 0                                                 | WK-kwalificatie                                       |
| 8                                                     | 16 oktober 2012                                       | Oostenrijk – Kazachstan                               | 4 – 0                                                 | WK-kwalificatie                                       |
| 9                                                     | 14 november 2012                                      | Oostenrijk – Ivoorkust                                | 0 – 3                                                 | Oefeninterland                                        |
| 10                                                    | 6 februari 2013                                       | Wales – Oostenrijk                                    | 2 – 1                                                 | Oefeninterland                                        |
| 11                                                    | 22 maart 2013                                         | Oostenrijk – Faeröer                                  | 6 – 0                                                 | WK-kwalificatie                                       |
| 12                                                    | 26 maart 2013                                         | Ierland – Oostenrijk                                  | 2 – 2                                                 | WK-kwalificatie                                       |
| 13                                                    | 7 juni 2013                                           | Oostenrijk – Zweden                                   | 2 – 1                                                 | WK-kwalificatie                                       |
| 14                                                    | 14 augustus 2013                                      | Oostenrijk – Griekenland                              | 0 – 2                                                 | Oefeninterland                                        |
| 15                                                    | 6 september 2013                                      | Duitsland – Oostenrijk                                | 3 – 0                                                 | WK-kwalificatie                                       |
| 16                                                    | 10 september 2013                                     | Oostenrijk – Ierland                                  | 1 – 0                                                 | WK-kwalificatie                                       |
| 17                                                    | 11 oktober 2013                                       | Zweden – Oostenrijk                                   | 2 – 1                                                 | WK-kwalificatie                                       |
| 18                                                    | 15 oktober 2013                                       | Faeröer – Oostenrijk                                  | 0 – 3                                                 | WK-kwalificatie                                       |
| 19                                                    | 19 november 2013                                      | Oostenrijk – Verenigde Staten                         | 1 – 0                                                 | Oefeninterland                                        |
| 20                                                    | 5 maart 2014                                          | Oostenrijk – Uruguay                                  | 1 – 1                                                 | Oefeninterland                                        |
| 21                                                    | 30 mei 2014                                           | Oostenrijk – IJsland                                  | 1 – 1                                                 | Oefeninterland                                        |
| 22                                                    | 3 juni 2014                                           | Tsjechië – Oostenrijk                                 | 1 – 2                                                 | Oefeninterland                                        |
| 23                                                    | 8 september 2014                                      | Oostenrijk – Zweden                                   | 1 – 1                                                 | EK-kwalificatie                                       |
| 24                                                    | 9 oktober 2014                                        | Moldavië – Oostenrijk                                 | 1 – 2                                                 | EK-kwalificatie                                       |
| 25                                                    | 12 oktober 2014                                       | Oostenrijk – Montenegro                               | 1 – 0                                                 | EK-kwalificatie                                       |
| 26                                                    | 15 november 2014                                      | Oostenrijk – Rusland                                  | 1 – 0                                                 | EK-kwalificatie                                       |
| 27                                                    | 18 november 2014                                      | Oostenrijk – Brazilië                                 | 1 – 2                                                 | Oefeninterland                                        |
| 28                                                    | 27 maart 2015                                         | Liechtenstein – Oostenrijk                            | 0 – 5                                                 | EK-kwalificatie                                       |
| 29                                                    | 31 maart 2015                                         | Oostenrijk – Bosnië en Herzegovina                    | 1 – 1                                                 | Oefeninterland                                        |
| 30                                                    | 14 juni 2015                                          | Rusland – Oostenrijk                                  | 0 – 1                                                 | EK-kwalificatie                                       |
| 31                                                    | 5 september 2015                                      | Oostenrijk – Moldavië                                 | 1 – 0                                                 | EK-kwalificatie                                       |
| 32                                                    | 8 september 2015                                      | Zweden – Oostenrijk                                   | 1 – 4                                                 | EK-kwalificatie                                       |
| 33                                                    | 9 oktober 2015                                        | Montenegro – Oostenrijk                               | 2 – 3                                                 | EK-kwalificatie                                       |
| 34                                                    | 12 oktober 2015                                       | Oostenrijk – Liechtenstein                            | 3 – 0                                                 | EK-kwalificatie                                       |
| 35                                                    | 17 november 2015                                      | Oostenrijk – Zwitserland                              | 1 – 2                                                 | Oefeninterland                                        |
| 36                                                    | 26 maart 2016                                         | Oostenrijk – Albanië                                  | 2 – 1                                                 | Oefeninterland                                        |
| 37                                                    | 29 maart 2016                                         | Oostenrijk – Turkije                                  | 1 – 2                                                 | Oefeninterland                                        |
| 38                                                    | 31 mei 2016                                           | Oostenrijk – Malta                                    | 2 – 1                                                 | Oefeninterland                                        |
| 39                                                    | 4 juni 2016                                           | Oostenrijk – Nederland                                | 0 – 2                                                 | Oefeninterland                                        |
| 40                                                    | 14 juni 2016                                          | Oostenrijk – Hongarije                                | 0 – 2                                                 | EK 2016                                               |
| 41                                                    | 18 juni 2016                                          | Portugal – Oostenrijk                                 | 0 – 0                                                 | EK 2016                                               |
| 42                                                    | 22 juni 2016                                          | IJsland – Oostenrijk                                  | 2 – 1                                                 | EK 2016                                               |
| 43                                                    | 5 september 2016                                      | Georgië – Oostenrijk                                  | 1 – 2                                                 | WK-kwalificatie                                       |
| 44                                                    | 6 oktober 2016                                        | Oostenrijk – Wales                                    | 2 – 2                                                 | WK-kwalificatie                                       |
| 45                                                    | 9 oktober 2016                                        | Servië – Oostenrijk                                   | 3 – 2                                                 | WK-kwalificatie                                       |
| 46                                                    | 12 november 2016                                      | Oostenrijk – Ierland                                  | 0 – 1                                                 | WK-kwalificatie                                       |
| 47                                                    | 15 november 2016                                      | Oostenrijk – Slowakije                                | 0 – 0                                                 | Oefeninterland                                        |
| 48                                                    | 24 maart 2017                                         | Oostenrijk – Moldavië                                 | 2 – 0                                                 | WK-kwalificatie                                       |
| 49                                                    | 28 maart 2017                                         | Oostenrijk – Finland                                  | 1 – 1                                                 | Oefeninterland                                        |
| 50                                                    | 11 juni 2017                                          | Ierland – Oostenrijk                                  | 1 – 1                                                 | WK-kwalificatie                                       |
| 51                                                    | 2 september 2017                                      | Wales – Oostenrijk                                    | 1 – 0                                                 | WK-kwalificatie                                       |
| 52                                                    | 5 september 2017                                      | Oostenrijk – Georgië                                  | 1 – 1                                                 | WK-kwalificatie                                       |
| 53                                                    | 6 oktober 2017                                        | Oostenrijk – Servië                                   | 3 – 2                                                 | WK-kwalificatie                                       |
| 54                                                    | 9 oktober 2017                                        | Moldavië – Oostenrijk                                 | 0 – 1                                                 | WK-kwalificatie                                       |

## Erelijst

### Als speler
Grasshoppers
- Nationalliga A: 1981/82, 1982/83, 1983/84, 1989/90, 1990/91, 1994/95, 1995/96
- Schweizer Cup: 1982/83, 1987/88, 1988/89, 1989/90, 1993/94
- Schweizer Fussball-Supercup: 1989

### Als trainer
St. Gallen
- Nationalliga A: 1999/00

 Grasshoppers
- Nationalliga A: 2002/03

 Vfl Bochum
- 2. Bundesliga: 2005/06

 FC Basel
- Schweizer Cup: 2018/19

 Al-Ahly
- Premier League: 2022/23, 2023/24
- Beker van Egypte: 2021/22, 2022/23
- Egyptische Supercup: 2021/22, 2022/23, 2023/24, 2024/25
- CAF Champions League: 2022/23, 2023/24
- FIFA African–Asian–Pacific Cup: 2024